# Санто-Доминго-де-ла-Кальсада (комарка)

Санто-Доминго-де-ла-Кальсада (исп. Comarca de Santo Domingo de la Calzada)  — район (комарка) в Испании, входит в провинцию Риоха в составе автономного сообщества Риоха.

## Муниципалитеты
1. Баньос-де-Риоха
2. Баньярес
3. Кастаньярес-де-Риоха
4. Сируэния
5. Корпоралес
6. Граньон
7. Эррамельури
8. Эрвиас
9. Лейва (Риоха)
10. Мансанарес-де-Риоха
11. Санто-Доминго-де-ла-Кальсада
12. Сантурде-де-Риоха
13. Сантурдехо
14. Тормантос
15. Вильялобар-де-Риоха
16. Вильярта-Кинтана